# Darja Duginová
Darja Alexandrovna Duginová (nepřechýleně Dugina, rusky Дарья Александровна Дугина, 15. prosince 1992 Moskva – 20. srpna 2022 Velké Vjazjomy) byla ruská novinářka a propagandistka, dcera politologa Alexandra Dugina, označovaného za ideologa režimu Vladimira Putina.

## Život
Vystudovala filozofickou fakultu Lomonosovovy univerzity v Moskvě. V letech 2012/13 absolvovala akademickou stáž ve Francii na Université Michel de Montaigne Bordeaux 3, kde se seznámila s francouzskou tradicí výzkumu filozofie Platóna. Hovořila plynně francouzsky. Působila jako žurnalistka a publicistka v různých médiích, např. RT, Zvezda nebo Cargrad, kde vystupovala v duchu myšlenek svého otce, zastávajícího teorie eurasianismu a kritizujícího euroatlantický liberalismus.
V roce 2022 patřila k nejhlasitějším podporovatelům invaze Ruska na Ukrajinu a navštívila Mariupol poté, co byl obsazen ruskými vojsky. Vyzvala tam k veřejné popravě válečných zajatců z Azovstalu. Během svých vystoupení v televizních pořadech prohlašovala, že invaze je nedostatečně tvrdá, Rusko musí zaujmout nelítostnější postoj a je potřeba zřídit soudní procesy pro „podlidi“. Také šířila tvrzení, že masakr v Buči, spáchaný ruskými vojáky, byl pouze zinscenován. Když byla za podporu invaze potrestána sankcemi Západu, prohlásila, že je na to hrdá.

## Smrt
Zemřela 20. srpna 2022 na moskevském předměstí Velké Vjazjomy, když explodovalo auto, ve kterém jela při návratu z kulturní akce „Tradice“. Cílem útoku mohl být její otec, ale ten na poslední chvíli změnil svoje plány a v autě nebyl. Ukrajinská vláda zapojení do celé události popřela. Americký deník The Washington Post v říjnu 2023 uvedl s odvoláním na nejmenované zdroje, že akci měli provést agenti z ukrajinské tajné služby SBU, přičemž výbušnina měla být schovaná v přepravce na kočky. Podle deníku ukrajinští představitelé v pozdějších rozhovorech s novináři zapojení SBU do exploze přiznali.

### Reakce na smrt
Papež František na pravidelné středeční generální audienci zmínil „ubohou dívku, kterou v Moskvě odpálila bomba pod autosedačkou.“ A pokračoval: „Za válku platí nevinní, nevinní! Zamysleme se nad touto realitou a řekněme si: válka je šílenství.“ Označení Duginové za „nevinnou“ bylo kritizováno ukrajinským velvyslancem ve Vatikánu Andrijem Jurašem, který uvedl, že šlo o „ruskou imperialistku“ a že „nelze do stejné kategorie zahrnovat agresora i oběť“.
Ministryně obrany Jana Černochová po smrti Darji Duginové připomněla, že ona i její otec jsou váleční štváči, v důsledku jejichž propagandy umírají tisíce lidí, když na Twitteru napsala: „A není mi líto ani dcery, ani truchlícího otce. Je mi líto tisíců lidí zavražděných v důsledku jejich propagandy a odporné ideologie.“ — Jana Černochová  Toto vyjádření se stalo záminkou k tomu, že ruský velvyslanec při OSN Vasilij Něbenzja obvinil Janu Černochovou z podpory terorismu. Ministryně Černochová ruské obvinění odmítla, neboť je podle ní zásadní rozdíl mezi „oslavou teroristického útoku“ a vyjádřením nelítosti nad úmrtím fašistické propagandistky veřejně vyzývající k okamžitému vyhlazení Ukrajinců.
Na její slova zareagoval bývalý šéf poslaneckého klubu ODS Petr Tluchoř. „Pokud to není trestný čin schvalování terorismu, tak je to hnusný, Jano,“ vzkázal ministryni obrany, podobně zareagoval bývalý ministr zdravotnictví a dnes šéf bohumínské nemocnice Svatopluk Němeček (ČSSD) „To je fake, že? Ministryně české vlády schvaluje teroristický čin na civilní osobu?? Jako vážně?“ — Svatopluk Němeček  
Bývalý poslanec Ruské dumy Ilja Ponomarjov, žijící v emigraci na Ukrajině, přečetl z pověření Národní republikánské armády (Национальная республиканская армия) manifest, kterým se přihlásila k odpovědnosti za atentát. Naproti tomu Andrej Piontkovskij, který žije v emigraci ve Spojených státech, připisuje bez dalších podrobností odpovědnost za atentát ruským tajným službám.
Ruská tajná služba FSB 22. srpna za původce útoku označila ukrajinské tajné služby a z jeho provedení obvinila ukrajinskou občanku Natalju Vovkovou, která údajně v červenci 2022 pronikla do Moskvy a po spáchání činu se jí mělo podařit uniknout přes Pskov do Estonska. Ruské úřady ji dále obvinily z členství v ukrajinském pluku Azov na základě vojenského průkazu, který měla údajně zanechat na místě – pluk Azov však poukázal na řadu materiálních nedostatků předloženého pasu, který považuje jeho mluvčí za zjevně podvržený ruskými zpravodajskými službami.
22. srpna 2022 byla vyznamenána ruským Řádem statečnosti za „hrdinství a obětavost, které projevila při plnění profesionální povinnosti“.

## Poslední rozloučení a pohřeb
Rozloučení se zesnulou proběhlo 23. srpna v televizním centru Ostankino. Rozloučit se přišlo více než 200 lidí, mezi smutečními hosty byl předseda Liberálně-demokratické strany Ruska Leonid Sluckij, předseda strany Spravedlivé Rusko Sergej Mironov, místopředseda Státní dumy Sergej Něverov, členka Občanské komory Jekatěrina Mizulinová, spisovatel Zachar Prilepin, televizní moderátor Dmitrij Kiseljov, byznysmen Jevgenij Prigožin, gubernátor Chabarovského kraje Michail Děgťarjov a mediální magnát Konstantin Malofejev.
Zplnomocněný představitel prezidenta RF ve federálním okruhu Igor Ščogelev předal Alexandru Duginovi Řád statečnosti, kterým byla in memoriam vyznamenána jeho dcera.
Darja Duginová byla pohřbena ve vsi Michajlovskaja Svoboda, na hřbitově spočinula vedle své babičky.